# سازمان مشارکت حاکمیت باز
سازمان مشارکت حاکمیت باز یک جنبش چندجانبه است؛ که با اخذ تعهدات قوی از حاکمیت‌ها جهت ارتقاء شفافیت، قدرت‌مند کردن شهروندان، مبارزه با فساد و به‌کارگیری تکنولوژی‌های جدید برای نیرومندتر کردن حکومت‌ها فعالیت می‌کند. با توجه به همکاری چند-ذی‌نفعی در OGP، این سازمان توسط یک کمیتهٔ راهبری متشکل از نمایندگان حاکمیت‌ها و جوامع مدنی هدایت می‌شود. 
جهت عضویت در OGP، کشورهای مشارکت‌کننده می‌بایست «بیانیه حاکمیت باز» را امضاء کرده و برنامهٔ عملیاتی خود را که با مشورت عموم مردم تهیه شده‌است را ارائه نمایند و به ارائهٔ گزارش‌های مستقل از پیشرفت خود متعهد شوند.

## تاریخچه
سازمان مشارکت حاکمیت باز، نخستین بار در ۲۰ سپتامبر ۲۰۱۱ و در حاشیه نشست مجمع عمومی سازمان ملل متحد به‌طور رسمی آغاز به کار کرد. در این نشست، هشت کشور مؤسس (برزیل، اندونزی، مکزیک، نروژ، فیلیپین، آفریقای جنوبی، بریتانیا و ایالات متحده‌ی آمریکا) بیانیه حاکمیت باز را امضاء کرده و برنامهٔ عملیاتی کشور خود را اعلام کردند. از سال ۲۰۱۱، سازمان «مشارکت حاکمیت باز» از ورود ۶۲ کشور دیگر نیز به این مشارکت استقبال و پذیرایی کرده‌است. 
در مجموع، ۷۰ کشور عضو OGP بیش از ۲۵۰۰ تعهد ایجاد کرده‌اند تا حاکمیت خود را بازتر و پاسخگوتر کنند.

## کشورهای شرکت‌کننده

### کشورهای شرکت‌کنندهٔ فعلی
کشورهای زیر حداقل شرایط لازم را کسب کرده و به OGP پیوسته‌اند:
- آلبانی
- آرژانتین
- ارمنستان
- استرالیا
- بوسنی و هرزگوین
- برزیل
- بلغارستان
- کیپ ورد
- کانادا
- شیلی
- کلمبیا
- کاستاریکا
- ساحل عاج
- کرواسی
- جمهوری چک
- دانمارک
- جمهوری دومینیکن
- السالوادور
- استونی
- فنلاند
- فرانسه
- گرجستان
- غنا
- یونان
- گواتمالا
- هندوراس
- مجارستان
- اندونزی
- جزیره ایرلند
- اسرائیل
- ایتالیا
- اردن
- کنیا
- لتونی
- لیبریا
- لیتوانی
- مالاوی
- مالت
- مکزیک
- مولداوی
- مغولستان
- مونته‌نگرو
- هلند
- نیوزیلند
- نروژ
- پاناما
- پاپوآ گینه نو
- پاراگوئه
- پرو
- فیلیپین
- رومانی
- صربستان
- سیرالئون
- اسلواکی
- آفریقای جنوبی
- کره جنوبی
- اسپانیا
- سریلانکا
- سوئد
- تانزانیا
- The Former Yugoslav Republic of Macedonia
- ترینیداد و توباگو
- تونس
- اوکراین
- بریتانیا
- ایالات متحده آمریکا
- اروگوئه

### کشورهای غیرفعال
کشورهای زیر به‌عنوان غیرفعال مشخص شده‌اند:
- جمهوری آذربایجان[۳]
- ترکیه[۴]

### کشورهای واجد شرایط
کشورهای زیر نشان داده‌اند که حداقل شایستگی لازم برای پیوستن به OGP را دارا می‌باشند:
- افغانستان
- آنگولا
- اتریش
- بلژیک
- بوتان
- بورکینافاسو
- اتیوپی
- آلمان
- گویان
- ایسلند
- هند
- جامائیکا
- ژاپن
- قزاقستان
- در جمهوری قرقیزستان
- لوکزامبورگ
- موزامبیک
- نامیبیا
- نپال
- نیکاراگوئه
- نیجریه
- پاکستان
- لهستان
- پرتغال
- روسیه
- رواندا
- اسلوونی
- سوئیس
- تایلند
- اوگاندا
- زامبیا